# Spilosoma sannio
Spilosoma sannio är en fjärilsart som beskrevs av Carl von Linné 1758. Spilosoma sannio ingår i släktet Spilosoma och familjen björnspinnare. Inga underarter finns listade i Catalogue of Life.